# Euskaltel-Euskadi/Saison 2021
Diese Liste beschreibt den Kader und die Siege des Radsportteams Euskaltel-Euskadi in der Saison 2021.

## Kader
| Teamkader 2021          | Teamkader 2021     | Teamkader 2021 | Teamkader 2021                         |
| Name                    | Geburtsdatum       | Land           | Vorheriges Team                        |
| ----------------------- | ------------------ | -------------- | -------------------------------------- |
| Mikel Alonso Flores     | 23. September 1996 | Spanien        |                                        |
| Antonio Angulo          | 18. August 1992    | Spanien        | Efapel (2019)                          |
| Jokin Aranburu          | 14. Februar 1997   | Spanien        |                                        |
| Mikel Aristi            | 28. Mai 1993       | Spanien        | Euskadi Basque Country-Murias (2019)   |
| Xabier Mikel Azparren   | 25. Februar 1999   | Spanien        | Laboral Kutxa-Fundación Euskadi (2020) |
| Ibai Azurmendi          | 11. Juni 1996      | Spanien        |                                        |
| Iker Ballarin           | 4. Mai 1997        | Spanien        |                                        |
| Mikel Bizkarra          | 21. August 1989    | Spanien        | Euskadi Basque Country-Murias (2019)   |
| Joan Bou                | 16. Januar 1997    | Spanien        | Nippo-Vini Fantini-Faizanè (2019)      |
| Garikoitz Bravo         | 31. Juli 1989      | Spanien        | Euskadi Basque Country-Murias (2019)   |
| Unai Cuadrado           | 26. September 1997 | Spanien        | Ampo-Goierriko TB (2018)               |
| Peio Goikoetxea         | 14. Februar 1992   | Spanien        | Manzana Postobón (2016)                |
| Julen Irizar            | 26. März 1995      | Spanien        | Euskadi Basque Country-Murias (2019)   |
| Mikel Iturria           | 16. März 1992      | Spanien        | Euskadi Basque Country-Murias (2019)   |
| Txomin Juaristi         | 20. Juli 1995      | Spanien        | Café Baqué-Conservas Campos (2017)     |
| Juan José Lobato        | 30. Dezember 1988  | Spanien        | Nippo-Vini Fantini-Faizanè (2019)      |
| Gotzon Martín           | 15. Februar 1996   | Spanien        |                                        |
| Luis Ángel Maté         | 23. März 1984      | Spanien        | Cofidis (2020)                         |
| Antonio Jesús Soto      | 22. September 1994 | Spanien        | Lizarte (2018)                         |
| Dzmitry Zhyhunou        | 10. Juli 1996      | Belarus        |                                        |
|                         |                    |                |                                        |
| Quelle: ProCyclingStats |                    |                |                                        |

## Siege
| Siege    | Siege                        | Siege    | Siege  | Siege              | Siege |
| Datum    | Rennen                       | Staat    | Klasse | Sieger             |       |
| -------- | ---------------------------- | -------- | ------ | ------------------ | ----- |
| 23. Mai  | Murcia-Rundfahrt             | Spanien  | 1.1    | Antonio Jesús Soto |       |
| 23. Jun. | Volta ao Alentejo, 1. Etappe | Portugal | 2.2    | Juan José Lobato   |       |